# سوء السلوك الجنسي
سوء السلوك الجنسي هو سوء سلوك ذي طابع جنسي. ويمكن استخدام هذا المصطلح لإدانة هذا الفعل، ولكن في بعض الولايات القضائية كما أن لديها معنى قانوني.

## تعاريف
في بالمعنى القانوني، لشخص في موقع سلطة ويشمل على وجه الخصوص أي نشاط جنسي له أو لها واحدة من له أو لها المرؤوسين بينهما. وهذا يشمل عادة المعلمين وطلابهم، ورجال الدين والمصلين والأطباء ومرضاهم، وأرباب العمل والعاملين لديها. بينما هذا النشاط عادة ما يكون غير قانوني صريح، غالبا ما يكون ضد رموز الأخلاقية المهنية. على سبيل المثال، وهو مدرس قد أطلقت ويمكن للطبيب أن يكون له أو الرخصة الطبية لها إلغاء بسبب سوء السلوك الجنسي. وبالإضافة إلى ذلك، فإن الشخص في وضع التبعية قد يزعم التحرش الجنسي.
مصطلح «تمرير سلة المهملات» تم صاغ لوصف ممارسة السماح الأشخاص في مواقع السلطة، وعندما يشتبه في مثل هذا سوء السلوك الجنسي للحصول على المراكز مماثلة في أماكن أخرى، خارج إطار ضمنه الشكوك قد أثيرت، وبالتالي السماح لهؤلاء داخل وضع المعنية لتجنب الاضطرار إلى مواصلة التعامل مع هؤلاء الأشخاص. العديد من الدول، ومع ذلك، فقد مرت القوانين التي تحظر ذلك.
الدخول في علاقة جنسية مع المرؤوس، حتى عند بدء الاتصال من قبل هذا الأخير، هو غير أخلاقي بسبب ضعف المرؤوس إلى الطبيب وعدم المساواة في القوة التي تتميز بها العلاقة. في حالة العلاقة بين الطبيب والمريض، وجود علاقة جنسية مع المريض حتى بعد أن خلص العلاقة المهنية لا تزال إشكالية للطبيب بسبب إمكانية الاعتماد استمرار المريض على ونقل نحو الطبيب. لذلك، تعتبر العلاقات الجنسية مع المرضى السابقين غير أخلاقي عندما أطباء «استخدام أو استغلال الثقة، والمعرفة، والعواطف أو تأثير مستمدة من العلاقة المهنية السابقة» بأي شكل من الأشكال.
بعض الأنشطة التي ليست المثيرة بدقة، على سبيل المثال التجوال، تسليط الضوء على وغمس لحمي، وأحيانا تصنيفها أيضا سوء السلوك الجنسي.

## بين المعلمين
وتبين من استعراض أدبيات سوء السلوك الجنسي المربي الذي نشرته وزارة التعليم الأمريكية أن 9.6٪ من طلاب المدارس الثانوية قد شهدت شكلا من أشكال سوء السلوك الجنسي [2] في 4٪ إلى 43٪ من الحالات، كان متعاطي النساء. الأطفال الهنود أسود، ابيض، والأمريكيين الأصليين هم الأكثر تعرضا للاعتداء الجنسي. أيضا في زيادة خطر هم الأطفال ذوي الإعاقة؛ والسبب في ذلك قد يكون حاجة أكبر من أجل الاهتمام الفردي ومشاكلهم محتملة مع التواصل.
الأطفال الذين وقعوا ضحايا لسوء السلوك الجنسي المربي وعادة ما يكون انخفاض احترام الذات، وأنهم عرضة لتطوير التفكير في الانتحار والاكتئاب. لأن المعتدي كان شخص وشجع الطفل على الثقة، وقال انه أو انها قد تواجه الشعور بالخيانة